# Glitnir

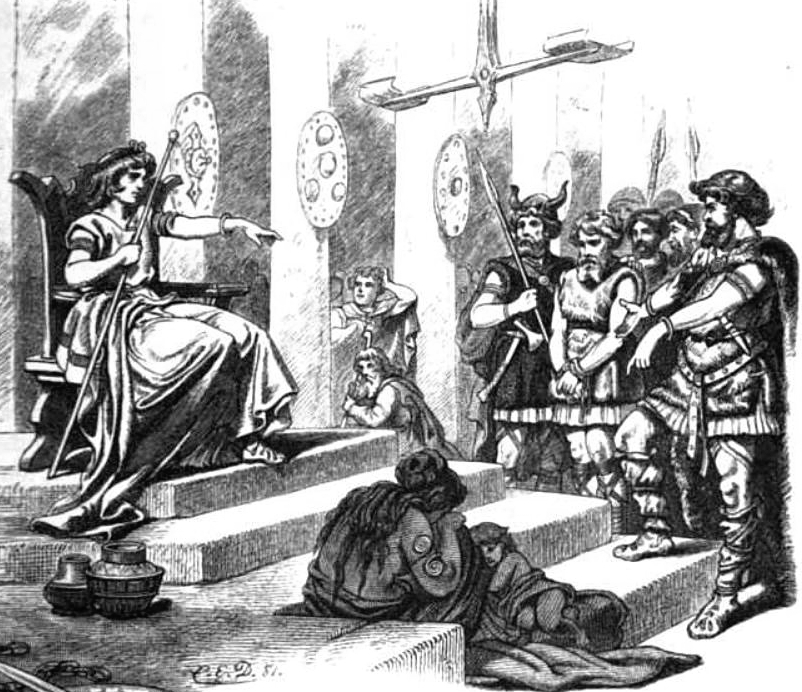
Forseti in Glitnir.

Glitnir é o local criado, segundo a mitologia nórdica, para julgar os deuses.